# 普魯士的阿達爾貝特王子 (1884年—1948年)
阿达尔贝特·斐迪南·贝伦加尔·维克多·冯·霍亨索伦（德語：Adalbert Ferdinand Berengar Viktor von Hohenzollern；1884年7月14日—1948年9月22日），是威廉二世的第三子。

## 子女
他在1914年娶薩克森-邁寧根的阿德爾海德公主为妻，有2女1子：
- 維多利亞·瑪麗娜公主（Princess Victoria Marina，胎死腹中的女兒，1915年9月4日）
- 普魯士的維多利亞·瑪麗娜公主（Princess Victoria Marina of Prussia，1917年9月11日－1981年1月21日），嫁美國律師柯比·帕特森（Kirby Patterson），有後代
- 威廉·維克托王子（Prince Wilhelm Victor of Prussia，1919年2月15日－1989年2月7日），1944年7月20日於多瑙艾辛根娶奧約斯（英语：House of Hoyos）伯爵夫人瑪麗·安托瓦內特（Marie Antoinette）（1920年6月27日（生於霍恩图尔姆（英语：Hohenthurm））－2004年3月1日（逝世於马贝拉））